# Red Transeuropea de Ferrocarril de Alta Velocidad
La Red Transeuropea de Ferrocarril de Alta Velocidad (Trans-European high-speed rail network en idioma inglés ó abreviado TEN-R) conforma, junto a la Red Transeuropea de Ferrocarril Convencional, la Red Transeuropea de Ferrocarril que a su vez es una de las Redes Transeuropeas de Transporte de la Unión Europea. 
Fue definida por la Directiva 96/48/EC del Consejo del 23 de julio de 1996.
La Decisión 2002/735/EC del Consejo definió los parámetros técnicos de interoperabilidad del sistema

## Descripción
El objetivo de esta Directiva del Consejo es lograr especificaciones técnicas de interoperabilidad del ferrocarril de alta velocidad europeo en las diversas etapas de diseño, construcción y operación de la red.
La red se define como un sistema que consta de un conjunto de infraestructuras, instalaciones fijas, equipo logístico y material rodante.
Por definición de la Decisión del Consejo una línea de alta velocidad debe tener una de estas tres características de la infraestructura:
- Líneas construidas especialmente para alta velocidad aptas para velocidades iguales o superiores a 250 km/h.
- Líneas acondicionadas para de alta velocidad aptas para velocidades del orden de 200 kmh
- Líneas acondicionadas para alta velocidad pero que tienen características especiales como consecuencia de las limitaciones topográficas, de relieve o de entorno urbano, en los cuales la velocidad deba adaptarse a cada caso.

El material rodante utilizado en estas líneas deben ser compatibles con las características de la infraestructura.

## Corredores ferroviarios de alta velocidad
- Corredor 1 - Eje ferroviario Berlín–Palermo.
- Corredor 2 - Línea con centro en Bruselas y líneas hacia Londres, París, Ámsterdam y Colonia.
- Corredor 3 - Ejes ferroviarios del Sur de Europa (Lisboa-Porto, Lisboa-Salamanca, Lisboa-Madrid-Barcelona-Lyon, Madrid-Bilbao-Bordeaux-París).
- Corredor 4 - Eje ferroviario este (París a Estrasburgo, Luxemburgo, Mannheim).
- Corredor 6 - Eje ferroviario Lyon-Turín-Trieste-Ljubljana-Budapest.
- Corredor 7 - Eje ferroviario Paris-Estrasburgo-Stuttgart-Viena-Bratislava.